# Випробування космосом
Випробування космосом (англ. Ordeal in Space) — науково-фантастичне оповідання Роберта Гайнлайна. Входить в цикл творів «Історія майбутнього». Опубліковане журналом Town & Country в травні 1948 року. Першою назвою оповідання було «Зламані крила».

## Сюжет
Інженер повинен був поремонтувати антену рейсового космічного корабля у відкритому космосі на шляху до Марса, завдання ускладнювалося обертанням корабля навколо своєї осі задля штучної гравітації всередині. Йому довелось від'єднати страхувальний трос і після ремонту він не зміг до нього дотягнутись. Через дві години він не зміг більше втримуватись і був віднесений у відкритий космос. Надіслані рятувальники підібрали його.
Потім його списали на Землю через набуту акрофобію. Він влаштовується ремонтувати електронне обладнання і приховує своє астронавтське минуле. Але одного разу в гостях у квартирі на 35 поверсі йому доводиться врятувати кошеня з карниза. Це дозволяє перебороти свій страх і він вирішує ще раз спробувати влаштуватись на роботу в космосі.